# Drugera morona
Drugera morona är en fjärilsart som beskrevs av Druce 1898. Drugera morona ingår i släktet Drugera och familjen tandspinnare. Inga underarter finns listade i Catalogue of Life.